# Phil Cassidy
Phil Cassidy è un personaggio ricorrente della serie Grand Theft Auto, comparso in GTA III, GTA: Vice City, GTA: Liberty City Stories e GTA: Vice City Stories. In tutte le sue apparizioni, Phil è un veterano di guerra e commerciante di armi. Ha un suo negozio di armi, il "Phil's Army Surplus", a Rockford, Staunton Island.
Particolarità di Phil è il fatto che in GTA III e Grand Theft Auto: Liberty City Stories ha un solo braccio, perso in GTA: Vice City a causa di una granata malfunzionante. Altra sua peculiarità, che si scopre in Grand Theft Auto: Vice City, è la sua cecità dall'occhio sinistro.

## Vita

### Grand Theft Auto: Vice City Stories(1984)
La prima apparizione di Phil in ordine cronologico è in GTA: Vice City Stories, ambientato nel 1984. Egli è presentato a Victor Vance (il protagonista del gioco) dal sergente Jerry Martinez. Qui appare come un reduce di guerra con una mira infallibile e seri problemi con l'alcool.
Attraverso Phil, Victor Vance conoscerà sua sorella, Louise Cassidy, e suo cognato, Marty Williams, per cui Victor svolgerà dei lavori.
Qualche tempo dopo Phil e Victor scampano a un agguato nei loro confronti organizzato da Jerry Martinez, che ormai non si fida più dei due. Dopo essere stato salvato da Vic, Phil promette di rimanere per sempre sobrio, tuttavia ricomincia a bere quando Armando Mendez uccide sua sorella Louise.
Dopo questo avvenimento, Phil aiuterà Vic nella missione finale a uccidere Armando Mendez bombardando l'entrata di Fort Baxter per permettere a Victor di entrare e rubare l'elicottero Hunter, con cui Vic penetrerà nel palazzo di Armando e lo ucciderà.

### Grand Theft Auto: Vice City(1986)
Nella successiva apparizione in GTA: Vice City (ambientato due anni dopo del precedente), Phil viene ingaggiato da Tommy Vercetti (il protagonista del videogioco) per aiutarlo durante una rapina in banca.
Dopo la rapina, Phil invita Tommy a lavorare per lui, in cambio di un costante rifornimento di armi da fuoco.
In seguito all'uccisione di un rivale di Phil, Pedro Garcia, da parte di Tommy, un ubriaco Phil invita Vercetti ad assistere al test di prova di una bomba da lui creata. La prima volta, però, la bomba non funziona, così Phil si avvicina per cambiargli le batterie. Purtroppo Phil aziona inavvertitamente il telecomando proprio quando è vicino alla bomba, perdendo così un braccio. Tommy aiuta dunque Phil ad andare da un vecchio chirurgo dell'esercito dove viene, almeno in parte, "ricucito".

### Grand Theft Auto: Liberty City Stories(1998)
Phil Cassidy compie una breve apparizione in Grand Theft Auto: Liberty City Stories, ambientato nel 1998. Qui compare come rivenditore di pistole a Toshiko Kasen. Dalla sua comparsa in poi, Toni Cipriani (il protagonista del videogioco) potrà rifornirsi al negozio di armi di Phil, "Phil Cassidy's Fully Cocked Gun Shop".

### Grand theft Auto III(2001)
Nel 2001, in GTA 3, Phil Cassidy compare in una missione affidata a Claude (il protagonista del gioco) dal poliziotto corrotto Ray Machowski. In questa missione dei membri del Cartello Colombiano vogliono rubare le armi dal magazzino di Phil. Phil e Claude, però, uccideranno tutti i Colombiani, impedendo loro di rubare le armi di Phil. In questa missione Phil Cassidy dice a Claude di aver perso il suo braccio in Nicaragua. Come confermato in GTA: Vice City ciò non è vero, però è probabile che Phil non lo sappia, visto che al momento del fatto era ubriaco e sotto effetto di droghe. Oppure più probabilmente, Phil si vergogna di come ha realmente perso il braccio e fa credere di averlo perso in guerra.

## Curiosità
- Phil Cassidy è il personaggio che è apparso più spesso nella serie di Grand Theft Auto, comparendo complessivamente in quattro videogiochi della serie.
- In Vice City Phil perde il braccio destro a seguito dell'esplosione di una bomba da lui creata; per una svista della Rockstar Games, però, in Liberty City Stories e GTA III, manca invece il braccio sinistro.